# Gerhard Rothbauer
Gerhard Rothbauer (* 16. Juli 1921 in Waldenburg/Schlesien; † 2005) war ein deutscher Germanist, Schriftsteller und Herausgeber.

## Leben und Werk
Gerhard Rothbauer promovierte am 14. Juni 1962 an der Friedrich-Schiller-Universität Jena mit der Dissertation zum Thema Gesellschaftlicher Standort des Erzählers und novellistische Darstellung: Untersuchungen an Novellen Ferdinand von Saars. Als Herausgeber betreute Gerhard Rothbauer mehrere Anthologien deutscher Erzähler des 20. Jahrhunderts.
In den siebziger und achtziger Jahren leitete er das Seminar Weltliteratur/Stilistik am Institut für Literatur „Johannes R. Becher“ Leipzig. Zu den von ihm fördernd begleiteten Autoren zählen unter anderen Kathrin Aehnlich, Harald Gerlach, Kerstin Hensel, Angela Krauß, Siegfried Pitschmann, Gerhard Pötzsch, Gunter Preuß, Gerti Tetzner und Thomas Rosenlöcher.
Nach seiner Lehrtätigkeit in Leipzig siedelte Gerhard Rothbauer nach Erreichung des Rentenalters nach Bamberg um. Begraben wurde er in Elterlein.

## Werke

### Als Herausgeber
- 1977 Weltende: 33 Erzählungen von der Jahrhundertwende bis zum Beginn der faschistischen Diktatur, Verlag der Nation Berlin
- 1980 Voor het einde: 33 Duitse verhalen uit de jaren 1900–1933, Verlag de Lange Amsterdam
- 1982 Auszug des verlorenen Sohns, Erzählungen von Siegfried Pitschmann. Reclam-Verlag Leipzig
- 1983 Der Dieb: ein Novellenbuch von Georg Heym, Insel-Verlag Leipzig
- 1985 Ginevra und andere Erzählungen von Ferdinand von Saar, Globus-Verlag Wien, ISBN 978-3-85364-156-9
- 1986 Jetzt: 50 Geschichten vom Alltag, Reclam-Verlag Leipzig, ISBN 978-3-379-00206-6
- 1986 Der römische Brunnen, Gedichte von Conrad Ferdinand Meyer, Verlag der Nation Berlin, ISBN 978-3-373-00077-8

### Fernsehfilme
- 1985 Verspielte Liebe nach Arthur Schnitzler, mit Martin Seifert, Simone von Zglinicki, Martin Trettau, Horst Schulze u. a., Dramaturgie: Bernd Schirmer,  Regie: Jörg Wilbrandt, ES: 17. Dezember 1985, 1. Programm, Fernsehen der DDR
- 1987 Ganz in Familie nach Guy de Maupassant, mit Erik S. Klein, Eva Weißenborn, Christel Peters, Rolf Ludwig, Christine Harbort u. a., Dramaturgie: Bernd Schirmer, Regie: Jörg Wilbrandt, ES: 18. März 1987, 2. Programm, Fernsehen der DDR

### Artikel (Auswahl)
- Stalingrad: Legendäre Nachricht von einer vergrabenen Liebe zu: Max Walter Schulz: Der Soldat und die Frau, Mitteldeutscher Verlag Halle/Leipzig, Sinn und Form, Heft 3/1979, S. 685
- Woher kommt diese Freiheit? zu Harald Gerlachs Dramatik, Lyrik und Prosa, Sinn und Form, Heft 6/1980, S. 1333
- Das ist der unscheinbare Mann. zu: Ludwig Renn: Anstöße in meinem Leben, Sinn und Form, Heft 2/1981, S. 449
- Wenn der Bagger kommt. zu: Joachim Nowotny: Letzter Auftritt der Komparsen. Mitteldeutscher Verlag Halle-Leipzig, Sinn und Form, Heft 2/1981, S. 1325
- Die Welt soll blühen. zu: Thomas Rosenlöcher: Ich lag im Garten bei Kleinzschachwitz, Mitteldeutscher Verlag Halle, Sinn und Form, 6/1982, S. 1109
- Ein Gemälde von der Würde und der dünnen Haut. zu: Jurij Brězan: Bild des Vaters, Roman, Verlag Neues Leben, Berlin, Sinn und Form, 6/1983, S. 1332